# Zimska univerzijada 1964.
III. Zimska univerzijada održana je od 11 do 17. veljače 1964. godine. Domaćin je bio češki grad Špindlerův Mlýn. U pet sportova sudjelovalo je 410 natjecatelja iz 21 države. 